# Ferdinand Bruckner
Ferdinand Bruckner, pseudoniem van Theodor Tagger (Sofia, 26 augustus 1891 - Berlijn, 5 december 1958) was een Oostenrijks dichter en toneelschrijver. In de jaren '20 en 30 was hij een van de belangrijkste Duitstalige toneelauteurs. Na de machtsovername van Hitler week hij uit via Zwitserland en Frankrijk naar de Verenigde Staten. In 1953 keerde hij terug naar Berlijn, waar hij bij het theater werkzaam bleef. Zijn vooroorlogse roem wist hij echter nooit meer te halen; het enige stuk dat repertoire heeft gehouden was Krankheit der Jugend (1926). Wie er achter de pseudoniem schuilging was vanaf zijn eerste werk een geheim dat de toneelwereld in de greep hield. Pas in 1930 maakte hij zichzelf bekend bij de première van het stuk Elisabeth von England in Wenen.

## Biografie
Bruckner was zoon van een joods-Oostenrijks zakenman en een Franse vertaalster. Na de scheiding van zijn ouders bracht hij zijn jeugd door in Wenen, Parijs en Berlijn. Hij studeerde muziek en recht, maar werd zo gegrepen door het artistieke klimaat in Berlijn na de Eerste Wereldoorlog dat hij overstapte op literatuur. Hij schreef gedichten en richtte een tijdschrift op, Marsyas (1917-1919), waarin tijdgenoten als Max Brod, Alfred Döblin en Carl Zuckmayer publiceerden. In 1922 stichtte hij in Berlijn een toneelgezelschap. Met zijn toneelstukken sloot hij aan bij de stroming van het Expressionisme en gaf hij uitdrukking aan de toenmalige tijdgeest. Hij behoorde met de iets jongere Zuckmayer, Bertolt Brecht en Ödön von Horvath tot de toonaangevende toneelschrijvers. In zijn werk is de invloed van Friedrich Nietzsche en Sigmund Freud terug te vinden. Ook zijn historische stukken waren succesvol. Onder de nazi's werd zijn werk verboden.
In Zwitserland schreef hij in enkele weken een fel toneelpamflet Die Rassen (1933) dat uitstekend werd ontvangen en onder meer waardering kreeg van Thomas Mann. In de Verenigde Staten, waar hij verbleef sinds 1936, kreeg hij echter weinig weerklank; men vond zijn thematiek te Europees. Zijn contract met Paramount Pictures werd spoedig ontbonden, daarna wijdde hij zich aan bewerkingen en vertalingen. In zijn werk na de oorlog keerde hij terug naar een klassiek-realistische stijl, die weinig weerklank meer opriep. Sinds 2003 wordt zijn Volledig Werk als wetenschappelijke editie uitgegeven in vijftien delen als coproductie van de Freie Universität Berlin en Weidler Verlag.

### Nederlandstalige opvoeringen
In Nederland werd zijn werk voor het eerst opgevoerd in 1931, Het Nederlandsch Tooneel speelde toen Misdadigers (Die Verbrecher) onder leiding van Albert van Dalsum. Gevolgd door Elisabeth van Engeland door het Vereenigd Rotterdamsch-Hofstad Tooneel in 1932. In 1934 bracht dit zelfde gezelschap het stuk Rassen (Die Rassen) ten tonele, wat niet door alle leden van de Schouwburgcommissie werd gewaardeerd. Vlak na de oorlog bracht Het Rotterdams Toneel het werk Bevrijding (Die Befreiten) op de planken, vertaald door Gerrit van Gelder en onder regie van Jan van der Linden. Albert van Dalsum bracht in 1949 met het Amsterdams Toneel nog een werk van Bruckner op de planken namelijk Elisabeth van Engeland. In 1981 werd in Nederland voor het eerst Krankheid der Jugend opgevoerd, onder titel De ziekte die jeugd heet door Toneelgroep Centrum onder regie van Rudolf Lucieer. Gevolgd door een versie van Theatergroep TREZOOR (Amstelveen) in 1983 geregisseerd door Theo Verstraten. In 1989 wordt het stuk opgevoerd door het Rotterdamse F Act onder regie van Lidy Six. In 1997 bracht het Ro Theater onder regie van Peter de Baan nogmaals het stuk ten tonele. In 2012 werd het opgevoerd door Toneelschuur Producties onder leiding van Casper Vandeputte.
In 1991 speelde het Gentse theatergezelschap Arca Krankheid der Jugend onder regie van Herman Gilis. In 2016 bracht het Antwerpse Zuidpool eveneens Krankheid der Jugend op het toneel onder de titel Zieke jeugd, een bewerking van De ziekte die jeugd heet van Carel Alphenaar en Rudolf Lucieer onder regie van Koen van Kaam en Jorgen Cassier.

## Krankheit der Jugend
Dit stuk, Bruckners doorbraak in de toneelcultuur van de Weimarrepubliek, behandelt relatieproblemen, lesbische liefde, prostitutie, intrige en zelfmoord; het doet daarmee wel wat denken aan Lulu van Wedekind. Meer dan dat is het een uiting van de pessimistische tijdgeest en een portret van de lost generation Duitse jongeren na de Eerste Wereldoorlog.

## Toneelwerk
- Krankheit der Jugend (1926)
- Die Verbrecher (1928)
- Elisabeth von England (1930)
- Timon (1932)
- Die Rassen (1933)
- Napoleon I. (1937)
- Simon Bolivar (1945)
- Die Befreiten (1945)
- Denn seine Zeit ist kurz (1945)
- Fährten (1948)
- Pyrrhus und Andromache (1952)
- Der Tod einer Puppe (1956)
- Der Kampf mit dem Engel (1956)
- Das irdene Wägelchen (1957)